# Filip Stevanović
Filip Stevanović (Užice, 2002. szeptember 25. vagy 2002. október 25. –) szerb utánpótlás-válogatott labdarúgó, a portugál Santa Clara játékosa, kölcsönben a Manchester City csapatától. Posztját tekintve csatár.

## Pályafutása

### Klubcsapatokban

#### Kezdeti évek
Užice városában született. Pályafutását a helyi Vranić Arilje akadémiáján kezdte. 2011 nyarán csatlakozott a belgrádi Partizan tartalék csapatához.

#### Partizan
2018. október 9-én bemutatkozhatott a Partizan felnőtt csapatába, egy 3-0-ra megnyert Rad elleni bajnoki mérkőzésen a 82. percben Đorđe Ivanović cseréjeként állt be. Ezen kívül még háromszor lépett pályára a 2018-19-es szezonban.
2019. augusztus 1-jén megszerezte első gólját a csapat színeiben egy 3-0-ra megnyert Bajnokok Ligája-selejtezező  mérkőzésen a walesi Connah's Quay Nomads ellen. Ezzel a góljával 16 évesen és 311 naposan ő lett a legfiatalabb aki gólt szerzett európai kupasorozatban, és a második legfiatalabb gólszerző a Partizan történelmében. Három nappal később megszerezte első bajnoki gólját is egy 4-0-ra megnyert Mačva Šabac elleni találkozón.
2021. január 1-jétől a Manchester City játékosa lett, azonban egy kölcsönszerződés keretein belül továbbra is a Partizanban játszik. 2021. július 9-én kölcsönbe került a holland Heerenveen csapatához. 2022. szeptember 1-jén a portugál Santa Clara klubja szerződtette kölcsönben.

### A válogatottban
2019-ben debütált a szerb U19-es válogatottban a 2020-as U19-es Európa-bajnokság selejtezői során. Ebben az évben meghívták a szerb U21-es válogatottba is.

## Statisztika

### Klubcsapatokban
2020. augusztus 9-ei adatok szerint.
|                |                |                  |               |           |               |      |               |              |               |        |
| Klub           | Szezon         | Bajnokság        | Bajnokság     | Bajnokság | Kupa          | Kupa | Európai kupa  | Európai kupa | Összes        | Összes |
| Klub           | Szezon         | Bajnokság        | Pályára lépés | Gól       | Pályára lépés | Gól  | Pályára lépés | Gól          | Pályára lépés | Gól    |
| Partizan       | 2018–19        | Szerb SzuperLiga | 4             | 0         | 0             | 0    | 0             | 0            | 4             | 0      |
| Partizan       | 2019–20        | Szerb SzuperLiga | 25            | 7         | 3             | 1    | 7             | 1            | 35            | 9      |
| Partizan       | 2020–21        | Szerb SzuperLiga | 3             | 0         | 0             | 0    | 0             | 0            | 3             | 0      |
| Karrier összes | Karrier összes | Karrier összes   | 32            | 7         | 3             | 1    | 7             | 1            | 42            | 9      |

### A válogatottban
2019. október 10-ei adatok szerint.
|                |               |     |
| Válogatott     | Pályára lépés | Gól |
| Szerbia U19    | 3             | 0   |
| Szerbia U21    | 0             | 0   |
| Karrier összes | 3             | 0   |

## Fordítás
Ez a szócikk részben vagy egészben  a   Filip Stevanović című angol Wikipédia-szócikk fordításán alapul.  Az eredeti cikk szerkesztőit annak laptörténete sorolja fel. Ez a jelzés csupán a megfogalmazás eredetét és a szerzői jogokat jelzi, nem szolgál a cikkben szereplő információk forrásmegjelöléseként.